# Grand Prix Velké Británie 1955
Grand Prix Velké Británie 1955 (oficiálně 8th RAC British Grand Prix) se jela na okruhu Aintree v Liverpoolu ve Velké Británii dne 16. července 1955. Závod byl šestým v pořadí v sezóně 1955 šampionátu Formule 1.

## Kvalifikace
| Poř.    | No. | Jezdec                 | Konstruktér    | Čas    | Ztráta |
| ------- | --- | ---------------------- | -------------- | ------ | ------ |
| 1       | 12  | Stirling Moss          | Mercedes       | 2:00.4 | —      |
| 2       | 10  | Juan Manuel Fangio     | Mercedes       | 2:00.6 | +0.2   |
| 3       | 2   | Jean Behra             | Maserati       | 2:01.4 | +1.0   |
| 4       | 14  | Karl Kling             | Mercedes       | 2:02.0 | +1.6   |
| 5       | 50  | Piero Taruffi          | Mercedes       | 2:03.0 | +2.6   |
| 6       | 6   | Roberto Mieres         | Maserati       | 2:03.2 | +2.8   |
| 7       | 30  | Harry Schell           | Vanwall        | 2:03.8 | +3.4   |
| 8       | 8   | André Simon            | Maserati       | 2:04.0 | +3.6   |
| 9       | 4   | Luigi Musso            | Maserati       | 2:04.2 | +3.8   |
| 10      | 16  | Eugenio Castellotti    | Ferrari        | 2:05.0 | +4.6   |
| 11      | 22  | Robert Manzon          | Gordini        | 2:05.0 | +4.6   |
| 12      | 16  | Mike Hawthorn          | Ferrari        | 2:05.4 | +5.0   |
| 13      | 18  | Maurice Trintignant    | Ferrari        | 2:05.4 | +5.0   |
| 14      | 36  | Tony Rolt              | Connaught-Alta | 2:06.6 | +6.2   |
| 15      | 28  | Ken Wharton            | Vanwall        | 2:08.4 | +8.0   |
| 16      | 46  | Lance Macklin          | Maserati       | 2:08.4 | +8.0   |
| 17      | 32  | Kenneth McAlpine       | Connaught-Alta | 2:09.6 | +9.2   |
| 18      | 24  | Hermano da Silva Ramos | Gordini        | 2:10.6 | +10.2  |
| 19      | 38  | Leslie Marr            | Connaught-Alta | 2:11.6 | +11.2  |
| 20      | 44  | Roy Salvadori          | Maserati       | 2:11.6 | +11.2  |
| 21      | 34  | Jack Fairman           | Connaught-Alta | 2:11.6 | +11.2  |
| 22      | 48  | Horace Gould           | Maserati       | 2:11.8 | +11.4  |
| 23      | 26  | Mike Sparken           | Gordini        | 2:12.6 | +12.2  |
| 24      | 42  | Peter Collins          | Maserati       | 2:13.4 | +13.0  |
| 25      | 40  | Jack Brabham           | Cooper-Bristol | 2:27.4 | +27.0  |
| Source: |     |                        |                |        |        |

## Závod
| Poř.   | No. | Jezdec                            | Konstruktér    | Počet kol | Čas/Odstoupení | Pořadí na startu | Body |
| ------ | --- | --------------------------------- | -------------- | --------- | -------------- | ---------------- | ---- |
| 1      | 12  | Stirling Moss                     | Mercedes       | 90        | 3:07:21.2      | 1                | 9    |
| 2      | 10  | Juan Manuel Fangio                | Mercedes       | 90        | +0.2           | 2                | 6    |
| 3      | 14  | Karl Kling                        | Mercedes       | 90        | +1:11.8        | 4                | 4    |
| 4      | 50  | Piero Taruffi                     | Mercedes       | 89        | +1 kolo        | 5                | 3    |
| 5      | 4   | Luigi Musso                       | Maserati       | 89        | +1 kolo        | 9                | 2    |
| 6      | 16  | Mike Hawthorn Eugenio Castellotti | Ferrari        | 87        | +3 kola        | 12               |      |
| 7      | 26  | Mike Sparken                      | Gordini        | 81        | +9 kol         | 23               |      |
| 8      | 46  | Lance Macklin                     | Maserati       | 79        | +11 kol        | 16               |      |
| 9      | 28  | Ken Wharton Harry Schell          | Vanwall        | 72        | +18 kol        | 15               |      |
| Ret    | 18  | Maurice Trintignant               | Ferrari        | 59        | Přehřátí       | 13               |      |
| Ret    | 6   | Roberto Mieres                    | Maserati       | 47        | Motor          | 6                |      |
| Ret    | 40  | Jack Brabham                      | Cooper-Bristol | 30        | Motor          | 25               |      |
| Ret    | 32  | Kenneth McAlpine                  | Connaught-Alta | 30        | Tlak oleje     | 17               |      |
| Ret    | 42  | Peter Collins                     | Maserati       | 28        | Spojka         | 24               |      |
| Ret    | 24  | Hermano da Silva Ramos            | Gordini        | 26        | Tlak oleje     | 18               |      |
| Ret    | 44  | Roy Salvadori                     | Maserati       | 23        | Převodovka     | 20               |      |
| Ret    | 48  | Horace Gould                      | Maserati       | 22        | Brzdy          | 22               |      |
| Ret    | 30  | Harry Schell                      | Vanwall        | 20        | Klapka         | 7                |      |
| Ret    | 36  | Tony Rolt Peter Walker            | Connaught-Alta | 19        | Řazení         | 14               |      |
| Ret    | 38  | Leslie Marr                       | Connaught-Alta | 18        | Brzdy          | 19               |      |
| Ret    | 20  | Eugenio Castellotti               | Ferrari        | 16        | Řazení         | 10               |      |
| Ret    | 8   | André Simon                       | Maserati       | 9         | Převodovka     | 8                |      |
| Ret    | 2   | Jean Behra                        | Maserati       | 9         | Únik oleje     | 3                |      |
| Ret    | 22  | Robert Manzon                     | Gordini        | 4         | Řazení         | 11               |      |
| DNS    | 34  | Jack Fairman                      | Connaught-Alta |           | Motor          | 21               |      |
| Zdroj: |     |                                   |                |           |                |                  |      |

Poznámky
1. ↑  Stirling Moss získal jeden bod za zajetí nejrychlejšího kola.

## Průběžné pořadí po závodě
Pohár jezdců
|        | Pořadí | Jezdec              | Body  |
| ------ | ------ | ------------------- | ----- |
|        | 1      | Juan Manuel Fangio  | 33    |
|        | 2      | Stirling Moss       | 22    |
|        | 3      | Maurice Trintignant | 111⁄3 |
|        | 4      | Nino Farina         | 101⁄3 |
|        | 5      | Bob Sweikert        | 8     |
| Zdroj: |        |                     |       |